# Gabe Newell
Gabe Logan Newell (anomenat Gaben, nascut el 3 de novembre de 1962) és un empresari nord-americà i cofundador i president de l'empresa de distribució digital i desenvolupadora de videojocs Valve.
Newell va estudiar al Davis Senior High School a Davis, Califòrnia, i va assistir a la Universitat Harvard a principis dels anys vuitanta. Va abandonar per unir-se a Microsoft, on va ajudar a crear les primeres iteracions del sistema operatiu Windows. Juntament amb Mike Harrington, Newell va deixar Microsoft el 1996 per fundar Valve; Harrington deixaria Valve l'any 2000.
Newell va liderar el desenvolupament del servei de distribució digital de Valve Steam, que es va llançar el 2003 i controlava la major part del mercat de jocs per a PC descarregats el 2011.
Actualment, és una de les persones més riques dels Estats Units; i el desembre de 2021, Forbes va estimar el seu patrimoni net en 3.900 milions de dòlars.

## Carrera
Newell va assistir a Davis Senior High School a Davis, Califòrnia. Es va matricular a la Universitat Harvard el 1980, però va abandonar la feina i se'n va anar a Microsoft el 1983. Va passar els següents 13 anys treballant allà com a productor de les tres primeres versions dels sistemes operatius Windows. També va dirigir el desenvolupament d'un port del joc de trets en primera persona de 1993 Doom per a Windows 95; el port fou desenvolupat per tal de demostrar que Windows era una plataforma de videojocs viable. Newell va dir més tard que va aprendre més durant els seus primers tres mesos a Microsoft que mai a Harvard, que va ser una de les principals raons per les quals va abandonar la feina a la universitat.
Inspirats per Michael Abrash, que va deixar Microsoft per treballar en el joc Quake a id Software, Newell i un altre empleat, Mike Harrington, van deixar Microsoft per fundar Valve el 1996. Van finançar el desenvolupament del primer producte Valve, el joc de trets en primera persona Half-Life (1998). Harrington va marxar l'any 2000, deixant Newell com a únic propietari. Durant la producció de Half-Life 2 (2004), Newell va passar diversos mesos desenvolupant Steam, un servei de distribució digital de videojocs. El 2011, Steam controlava entre el 50 i el 70% del mercat de jocs de PC descarregats i va generar la major part dels ingressos de Valve. I el desembre de 2021, Forbes estimava que Newell posseïa almenys una quarta part de Valve.
El 2007, Newell va expressar el seu malestar pel desenvolupament de programari per a consoles de videojocs. Newell va dir que els processos de desenvolupament per a PlayStation 3 van ser "una pèrdua de temps per a tothom" i "un desastre a molts nivells "... Jo diria que, fins i tot en aquesta data tardana, haurien de cancel·lar-ho i fer-ho de nou. Era un desastre horrible i ho sentim i deixarem de vendre això i deixarem d'intentar convèncer la gent perquè es desenvolupi per a això". Tanmateix, a l'Electronic Entertainment Expo del 2010, Newell va aparèixer a l'escenari de la conferència magistral de Sony; i tot i que va reconèixer els seus comentaris oberts passats sobre el desenvolupament de la consola, va parlar de la naturalesa oberta de la plataforma PlayStation 3 de Sony i va anunciar Portal 2 per a la consola, remarcant que amb el suport de Steamworks seria la millor versió per a qualsevol consola. Newell també va criticar el servei Xbox Live, referint-se a ell com "un accident de tren". També va criticar Windows 8, anomenant-lo una "catàstrofe" i una amenaça per a la naturalesa oberta dels jocs de PC.

## Reconeixements

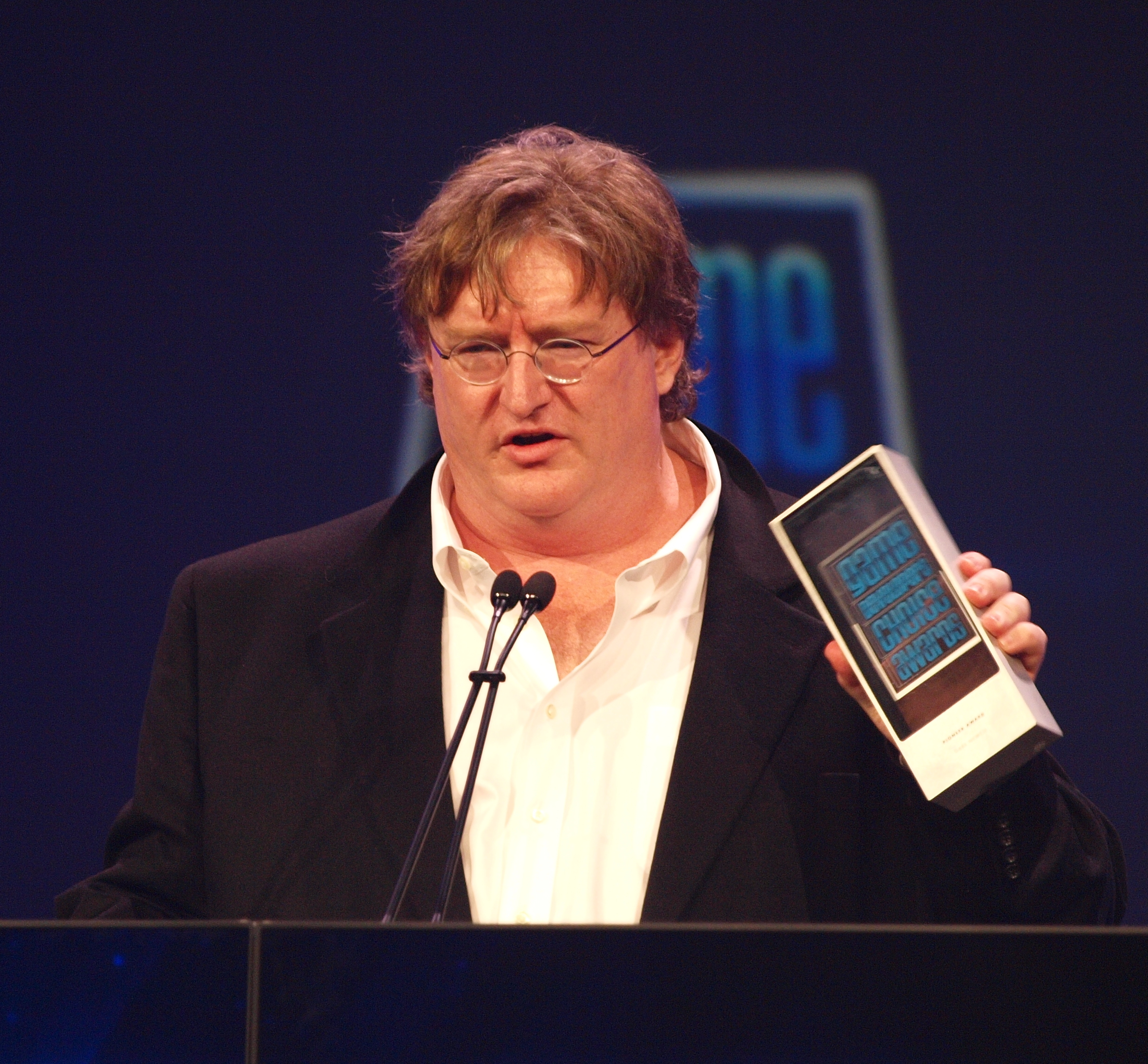
Newell acceptant el premi Pioneer a la Game Developers Conference de 2010

El desembre de 2010, Forbes va nomenar Newell com "A Name You Should Know" (en català "un nom que hauries de conèixer"), principalment pel seu treball a Steam amb col·laboracions amb diversos desenvolupadors importants. El 2013, va ser afegit al Saló de la Fama de l'Acadèmia d'Arts i Ciències Interactives. El març de 2013, Newell va rebre el premi BAFTA Fellowship per les seves contribucions a la indústria dels videojocs. L'octubre de 2017, Forbes va incloure Newell entre les 100 persones més riques dels Estats Units, amb un valor net estimat de 5,5 mil milions de dòlars nord-americans. I el desembre de 2021, Forbes va estimar el seu patrimoni net en 3.900 milions de dòlars.

## Vida personal

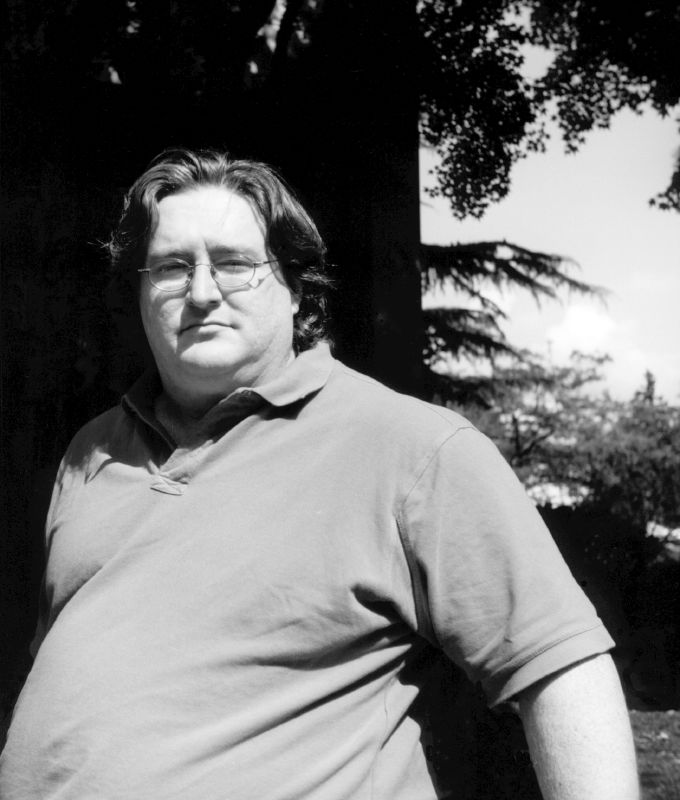
Newell el 2002

Newell va patir distròfia de Fuchs, una malaltia congènita que afecta la còrnia, però es va curar amb dos trasplantaments de còrnia el 2006 i el 2007.
Es va casar amb Lisa Mennet el mateix dia que va fundar Valve amb Harrington. Tenen dos fills. El naixement del seu fill gran a finals dels anys noranta va servir d'inspiració per a l'enemic final de Half-Life, ja que la parella considerava que el part era la cosa més espantosa que es podia pensar en aquell moment. A partir del 2019, Newell i Mennet es van divorciar.
El 2011, Newell va dir que els seus videojocs preferits incloïen Super Mario 64, Doom i una versió de Burroughs de Star Trek. Doom el va convèncer que els jocs eren el futur de l'entreteniment, i Super Mario 64 el va convèncer que els jocs són una forma d'art. Newell també és fan de la sèrie d'animació My Little Pony: Friendship Is Magic. També va gravar un paquet de veu per a Dota 2, un videojoc desenvolupat per Valve, que feia referència a moltes declaracions i frases d'ell mateix d'una manera humorística.
Dins de la comunitat de videojocs, Newell té el sobrenom de Gaben, derivat de la seva adreça de correu electrònic laboral. Ell mateix ha declarat que en créixer la seva imatge pública: "M'abracen quan es topen amb mi. No sóc una persona que abraça, però això és el que volen. Vaig estar amb els meus fills la primera vegada que va passar en públic, i els meus fills van estar molt bé amb això. Però jo no ho estava. 'Pare, gira amb ell'. Fins i tot ara estic aprenent dels nostres clients."
L'any 2020, durant la pandèmia de la COVID-19, Newell va residir a Nova Zelanda amb un grup d'amics que van optar per quedar-se a Auckland en lloc de tornar a Seattle un cop es van alleujar les restriccions de viatge de les companyies aèries. Com a expressió d'agraïment per l'hospitalitat de Nova Zelanda, Newell i altres van planificar un esdeveniment gratuït, "We Love Aotearoa", amb actuacions en directe d'artistes musicals de Nova Zelanda. L'anunci va anar acompanyat de les sigles de VR per a jocs de Valve com Half-Life: Alyx i The Lab. L'esdeveniment, però es va ajornar d'agost a desembre a causa d'un confinament induït per una segona onada de COVID-19 al país. A l'octubre, Newell va sol·licitar la residència permanent a Nova Zelanda, però va dir que no tenia intenció d'endur-se les oficines de Valve amb ell. El 2021, va tornar a les oficines de Valve a Seattle.